# Štavalj
Štavalj (Servisch cyrillisch Штаваљ) is een plaats in de Servische gemeente Sjenica. De plaats telt 312 inwoners (2002).